# Orquestra Brasileira de Música Jamaicana
A Orquestra Brasileira de Música Jamaicana é um grupo musical brasileiro de reggae. Ela foi idealizada pelo músico e produtor Sérgio Soffiatti e o trompetista Felippe Pipeta em 2005 e fundada em 2008. No começo, a ideia principal era tocar musicas jamaicanas de raiz (ska, rocksteady e early reggae), então surgiu a ideia de tocar musicas basileiras nesses estilios. Em 2011, a OBMJ participou de três capítulos da novela A Vida da Gente, da Rede Globo.

## Integrantes
A banda conta com os seguintes integrantes:
- Ruben Marley: Trombone
- Otavio Nestares: Trompete e flugel
- Fernando Bastos: Sax tenor e flauta
- Igor Thomaz: Sax barítono e alto
- Fabio Luchs: bateria
- Rafael Toloi: Baixo
- Pedro Cunha: Teclados
- Felippe Pipeta: Trompete e flugel
- Sérgio Soffiatti: Guitarra e vocal

## Discografia
- 2008: Skabrazooka (EP)
- 2010: Volume I
- 2013: Volume II O Baile Continua...[6]
- 2015: OBMJ Ataca!